# Arctosa tbilisiensis
Arctosa tbilisiensis är en spindelart som beskrevs av Tamara Mcheidze 1946. Arctosa tbilisiensis ingår i släktet Arctosa och familjen vargspindlar. Inga underarter finns listade i Catalogue of Life.